# AKB48
AKB48 er en kvindelig japansk idolgruppe produceret af Yasushi Akimoto.
Det grundlæggende koncept er en musikgruppe bestående af idoler, som deres fans kan møde hver dag. Gruppen er opdelt i fire forskellige teams, der optræder næsten hver dag i et eget teater i bydelen Akihabara i Tokyo. Gruppens navn består af en forkortelse for Akihabara samt det oprindeligt tilstræbte medlemstal på 48 idoler. Med over 20 millioner solgte cd'er og 18 førstepladser i træk på den japanske Oricon-Singlecharts  hører AKB48 til de mest succesfulde japanske musikgrupper nogensinde.

## Historie
De første medlemmer af gruppen blev castet i juli 2005 af Yasushi Akimoto blandt 7.924 ansøgere, hvoraf 24 piger slutteligt blev udvalgt til AKB48. 8. december debuterede gruppen med kun 20 piger. Denne gruppe dannede senere Team A. I samarbejde med det japanske telefonselskab NTT DoCoMo blev en ny ansøgningsrunde udskrevet. Denne gang ansøgte yderligere 11.892 over MMS, hvoraf 19 blev udvalgt til idolgruppen. Af disse udgjorde slutteligt 18 piger Team K. I april 2007 debuterede Team B med yderligere 16 medlemmer, hvorved den oprindeligt planlagte formation var blevet komplet.
I december 2010 fik AKB48 en plads i Guinness Rekordbog som verdens største popgruppe, dvs. den med flest medlemmer.
Baseret på konceptet med AKB48 grundlagde Akimoto tilsvarende grupper i form af SKE48 i Sakae, Nagoya, NMB48 i Namba, Osaka, HKT48 i Hakata, Fukuoka, JKT48 i Jakarta, SNH48 i Shanghai og indtil dets opløsning i marts 2012 også SDN48 der optrådte lørdag nat (Saturday night) i AKB48's teater.
25. maj 2014 blev Rina Kawaei, Anna Iriyama og en mandlig medarbejder angrebet af en 24-årig med en sav og såret i ansigterne og på hænderne. Begge idoler gennemgik efterfølgende vellykkede operationer, men en planlagt koncert om aftenen blev aflyst.

## Koncept, markedsføring og succes
Det af Akimoto udtænkte koncept forudser et særligt nært forhold mellem gruppe og dens fans. Dette opnås med de næsten daglige optrædener i eget teater og gennem regelmæssige "Handshake"-begivenheder, hvor fans for en kort stund kan interagere med gruppens medlemmer. Næsten alle piger har deres egne blogs og konti på sociale netværk som Google+ og Twitter. Til målgruppen hører japanske otakuer, men AKB48 er også blevet kendt i den brede offentlighed. Japanske medier taler her om et socialt fænomen. Markedsføringen indeholder et omfattende udbud af merchandise og tilstedeværelse af især prominente medlemmer i en række tv- og radioshows, tv-serier, reklamekampagner, spillefilm, musicals og messer. Derudover producerer AKB48 også selv TV på forskellig vis. Dertil kommer så mangaserien AKB49: Renai Kinshi Jourei, der startede i 2010, og hvor seriens fiktive hovedpersoner jævnligt møder de virkelige idoler. Fra 29. april 2012 til 30. april 2013 sendtes desuden science fiction animeserien AKB0048 af Shouji Kawamori, hvor hovedpersonerne er baseret på gruppens virkelige medlemmer.
Ikke alle medlemmer deltager i gruppens udgivelser på lige fod. Singles bliver som regel indsunget og præsenteret af en af ledelsen udvalgt gruppe (jap. Senbatsu). Minami Takahashi er det eneste medlem, der har deltaget i alle A-side-singles sidens gruppen debut, undtagen Janken Taikai. Kojima Haruna har rekorden med flest A-side-singles (40 af 42). Hun gav frivilligt afkald på at deltage i den 41. single.
En gang om året har fans lejlighed at bestemme en single gennem valg (Senbatsu Sousenkyo) med kuponer fra i forvejen erhvervede Senbatsu. I 2012 blev der afgivet over 1,4 millioner stemmer, et tal der steg til 2,7 millioner året efter. Disse valg, hvor alle medlemmer af de japanske grupper deltager, er genstand for omfattende reportager i de japanske medier.
Ved den 8. Senbatsu i 2016 blev der i første omgang udvalgt 80 medlemmer ud af 272 fra AKB48 og dets søstergrupper. Ved den endelige valg 18. juni 2016 vandt Rino Sashihara fra HKT48's Team H med 243.011 stemmer for Mayu Watanabe fra AKB48's Team B med 175.613 stemmer og Jurina Matsui fra SKE48's Team S med 112.341 stemmer. Rino Sashihara vandt også i 2013 med 150.570 stemmer og i 2015 med 194.049 stemmer. I 2014 blev hun slået af Mayu Watanabe med 159.854 stemmer.
Endnu et særligt indslag er de årlige sten, saks, papir-turneringer (jap. Janken), der har fundet sted siden 2010. Her dyster medlemmerne mod hinanden og bestemmer på den måde, hvem der skal deltage i endnu en single. Med denne turnering har mindre kendte medlemmer også en chance for at deltage i den omfattende markedsføring. I 2015 vandt Nana Fujita på denne måde.
Udover hovedgruppens regulære udgivelser bliver der også regelmæssigt dannet mindre grupper af forskellig varighed, og hvis cd'er ligeledes opnår topplaceringer på hitlisterne. Enkelte medlemmer markedsføres også på egen hånd. Med tiden har søstergrupperne SKE48 og NMB48 også opnået førstepladser på hitlisterne. I 2011 og 2012 blev de fem øverste pladser på Oricons årshitliste besat af AKB48-singler. Sammenlagt har gruppen afsat over 20 millioner cd'er og har den japanske rekord for flest solgte singler fra en pigegruppe. I 2011 løb gruppens samlede omsætning op i, hvad der svarede til over 200 millioner amerikanske dollars.

## Nuværende medlemmer
AKB48 består pr. august 2016 af Team A, K, B og 4 med i alt 68 medlemmer. Ved en omorganisering 24. august 2012 blev det første Team 4 opløst og medlemmerne fordelt på de tre andre teams. I slutningen af august 2013 dannedes et nyt Team 4. Dertil kommer Kaigai Iseki (Gumi) (海外移籍(組)) med fire medlemmer, der midlertidig tilordnes søstergrupperne som reklame. To af disse medlemmer er samtidig også medlemmer af regulære AKB48- og SKE48-teams. Hver af de fire teams har en teamleder, hvortil kommer en "generaldirektør" (総監督 soukantoku) som alle fire teams og alle søstergrupper er underlagt. Den nuværende generaldirektør er Minami Takahashi.
Udover Team A, K, B og 4 findes der også Team Kenkyuusei (チーム研究生), hvor potentielle fremtidige medlemmer samler erfaring, for eksempel som erstatning for regulære medlemmer og siden 2008 også med egne shows i AKB48's teater. Nye Kenkyuusei udvælges ved regelmæssige castings, senest i juni 2013, hvor den 15. af slagsens løb af stablen. I et tilfælde blev et medlem, Minami Minegishi, på grund af fejl overflyttet til Team Kenkyuusei. Efter at et nyt Team 4 blev dannet af 16 hidtidige Kenkyuusei i august 2013, er der for tiden yderligere 6 medlemmer på venteliste. 14 piger har dobbeltroller i diverse søstergrupper.
Siden april 2014 findes der også Team 8. Det bliver sponsoreret af Toyota, og konceptet er "Idoler du møder". De har deres eget show i teatret og dukker også regelmæssigt op på singlernes B-sider. Til trods for det betragtes de dog ikke som officiel søstergruppe. Team 8 består for tiden af 47 medlemmer fra forskellige af Japans præfekturer.
Nedenfor er medlemmerne oplistet efter team med de enkelte teamledere angivet med fed. Medlemmer angivet med kursiv kom i top 16 ved fanvalget i 2016. Dobbeltroller i søstergrupper er angivet i parentes.

### Team A
- Yui Hiwatashi (樋渡結依)
- Anna Iriyama (入山 杏奈)
- Natsuki Kojima (小嶋菜月)
- Haruna Kojima (小嶋陽菜)
- Sakura Miyawaki (宮脇咲良) (HKT48)
- Miho Miyazaki (宮崎美穂)
- Chiyori Nakanishi (中西智代梨)
- Mariko Nakamura (中村麻里子)
- Mayu Ogasawara (小笠原茉由)
- Nana Owada (大和田南那)
- Shizuka Ooya (大家志津香)
- Yukari Sasaki (佐々木優佳里)
- Haruka Shimazaki (島崎遥香)
- Miru Shiroma (白間美瑠) (NMB48)
- Kayoko Takita (田北香世子)
- Megu Taniguchi (谷口めぐ)
- Nanami Yamada (山田菜々美)
- Yui Yokoyama (横山由依)

### Team K
- Maria Abe (阿部マリア)
- Moe Aigasa (相笠萌)
- Nana Fujita (藤田奈那)
- Manami Ichikawa (市川愛美)
- Haruka Kodama (兒玉遥) (HKT48)
- Minami Minegishi (峯岸みなみ)
- Shinobu Mogi (茂木忍)
- Mion Mukaichi (向井地美音)
- Tomu Mutou (武藤十夢)
- Chisato Nakata (中田ちさと)
- Haruka Shimada (島田晴香)
- Hinana Shimoguchi (下口ひなな)
- Ayana Shinozaki (篠崎彩奈)
- Mariya Suzuki (鈴木まりや)
- Yuuka Tano (田野優花)
- Ami Yumoto (湯本亜美)

### Team B
- Seina Fukuoka (福岡聖菜)
- Moe Gotou (後藤萌咲)
- Yuki Kashiwagi (柏木由紀)
- Rena Katou (加藤玲奈)
- Yuria Kizaki (木﨑ゆりあ)
- Ryouka Oshima (大島涼花)
- Miyu Takeuchi (竹内美宥)
- Miku Tanabe (田名部生来)
- Makiho Tatsuya (達家真姫宝)
- Ayano Umeda (梅田綾乃)
- Mayu Watanabe (渡辺麻友)
- Miyuki Watanabe (渡辺美優紀)
- Nako Yabuki (矢吹奈子) (HKT48)
- Aeri Yokoshima (横島亜衿)
- Ma Chia-ling (馬嘉伶)

### Team 4
- Miyabi Ino (飯野雅)
- Saho Iwatate (岩立沙穂)
- Rina Izuta (伊豆田 莉奈)
- Saya Kawamoto (川本紗矢)
- Ryouha Kitagawa (北川綾巴) (SKE48)
- Saki Kitazawa (北澤早紀)
- Mako Kojima (小嶋真子)
- Haruka Komiyama (込山榛香)
- Yuiri Murayama (村山彩希)
- Miki Nishino (西野未姫)
- Rena Nozawa (野澤玲奈)
- Ayaka Okada (岡田彩花)
- Nana Okada (岡田奈々)
- Rio Ookawa (大川莉央)
- Miyu Oomori (大森美優)
- Kiara Satou (佐藤妃星)
- Nagisa Shibuya (渋谷凪咲) (NMB48)
- Juri Takahashi (高橋朱里)
- Mio Tomonaga (朝長美桜) (HKT48)

## Overflyttede medlemmer
| - Oba Mina (大場美奈) (2014) - Sato Sumire (佐藤すみれ) (2014) - Yamauchi Suzuran (山内鈴蘭) (2014) - Ichikawa Miori (市川美織) (2014) - Umeda Ayaka (梅田彩佳) (2014) - Fujie Reina (藤江れいな) (2014) | - Sashihara Rino (指原莉乃) (2012) - Ota Aika (多田愛佳) (2012) - Kayo Noro (野呂佳代) (2010) - Megumi Ohori (大堀恵) (2010) - Kazumi Urano (浦野一美) (2010) - Haruka Kohara (小原春香) (2010) | - Kitahara Rie (北原里英) (2015) - Nakagawa Haruka (仲川遥香) (2012) - Chikano Rina (近野莉菜) (2014) - Miyazawa Sae (宮澤佐江) (2012) |

## Tidligere medlemmer
Medlemmer angivet med fed vandt Senbatsu Sousenkyo. Kursiv angiver medlemmer, der var i Senbatsu regelmæssigt, frem til de udtrådte af gruppen.

### Team A
- Yuki Usami (宇佐美友紀) (2006)
- Ayumi Orii (折井あゆみ) (2007)
- Michiru Hoshino (星野みちる) (2007)
- Kayano Masuyama (増山加弥乃) (2007)
- Hana Tojima (戸島花) (vendte tilbage som medlem af SDN48) (2008)
- Hitomi Komatani (駒谷仁美) (vendte tilbage som medlem af SDN48) (2008)
- Rina Nakanishi (中西里菜) (2008)
- Risa Narita (成田梨紗) (2008)
- Tomomi Ooe (大江朝美) (2008)
- Nozomi Kawasaki (川崎希) (2009)
- Mai Ooshima (佐藤夏希) (2009)
- Atsuko Maeda (前田敦子) (2012)
- Natsuki Satou (入山 杏奈) (2012)
- Moeno Nito (仁藤萌乃) (2013)
- Tomomi Kasai (河西智美) (2013)
- Tomomi Nakatsuka (中塚智実) (2013)
- Mariko Shinoda (篠田麻里子) (2013)
- Shiori Nakamata (仲俣汐里) (2013)
- Ayaka Kikuchi (菊地彩香) (2014)
- Haruka Katayama (片山陽加) (2014)
- Ayaka Morikawa (森川彩香) (2015)
- Sakiko Matsui (松井咲子) (2015)
- Rina Kawaei (川栄 李奈) (2015)
- Rena Nishiyama (西山怜那) (2015)
- Karen Iwata (岩田 華怜)
- Minami Takahashi (高橋みなみ) (2016)
- Rina Hirata (平田梨奈) (2016)[18]
- Ami Maeda (前田亜美) (2016)[19]

### Team K
- Ayako Uemura (上村彩子) (2006)
- Ayana Takada (高田彩奈) (2007)
- Yuu Imai (今井優) (2007)
- Kaoru Hayano (早野薫) (2009)
- Risa Naruse (成瀬理沙) (2009)
- Erena Ono (小野恵令奈) (2010)
- Rumi Yonezawa (米沢瑠美) (2012)
- Kaoru Mitsumune (光宗薫) (2012)
- Yuka Masuda (増田有華) (2012)
- Sayaka Nakaya (仲谷明香) (2013)
- Natsumi Matsubara (松原夏海) (2013)
- Tomomi Itano (板野友美) (2013)
- Sayaka Akimoto (秋元才加) (2013)
- Amina Satou (佐藤亜美菜) (2014)
- Yuuko Ooshima (大島優子) (2014)
- Shihori Suzuki (鈴木紫帆里) (2015)
- Mayumi Uchida (内田眞由美) (2015)
- Jurina Matsui (松井珠理奈) (SKE48) (aflyst) (2015)
- Aki Takajou (高城亜樹) (2016)
- Mariya Nagao (永尾まりや)
- Sayaka Yamamoto (山本彩) (NMB48) (aflyst) (2016)
- Haruka Ishida (石田晴香)

### Team B
- Shiho Watanabe (渡邊志穂) (2007)
- Ayaka Kikuchi (菊地彩香) (vendte tilbage som Kenkyuusei) (2008)
- Naru Inoue (井上奈瑠) (2008)
- Reina Noguchi (野口玲菜) (2009)
- Yuki Matsuoka (松岡由紀) (2009)
- Mika Saeki (佐伯美香) (2009)
- Manami Oku (奥真奈美) (2011)
- Natsumi Hirajima (平嶋夏海) (2012)
- Mika Komori (小森美果) (2013)
- Misato Nonaka (野中美郷) (2014)
- Marina Kobayashi (小林茉里奈) (2015)
- Hikari Hashimoto (橋本耀)(2015)
- Asuka Kuramochi (倉持明日香) (2015)
- Natsuki Uchiyama (内山奈月) (2016)
- Misaki Iwasa (岩佐美咲) (2016)
- Kana Kobayashi (小林香菜) (2016)
- Miyuki Watanabe (渡辺美優紀) (NMB48) (2016)

### Team 4
- Anna Mori (森杏奈) (2011)
- Yurina Takashima (髙島祐利奈) (2014)
- Mitsuki Maeda (前田美月) (2015)
- Mizuki Tsuchiyasu (土保瑞希) (2015)
- Wakana Natori (名取稚菜) (2015)

## Diskografi

### Studioalbum
| Udgivet         | Titel                                                                          | Hitlisteplacering (Oricon) | Salg      |
| --------------- | ------------------------------------------------------------------------------ | -------------------------- | --------- |
| 08. juni 2011   | Koko ni Ita Koto ここにいたこと                                                | 1 (76 uger)                | 829.645   |
| 15. august 2012 | 1830m                                                                          | 1 (29 uger)                | 1.029.954 |
| 22. januar 2014 | Tsugi no Ashiato 次の足跡                                                      | 1 (34 uger)                | 1.036.751 |
| 21. januar 2015 | Koko ga Rhodes da, Koko de Tobe! ここがロドスだ、ここで跳べ!                   | 1 (19 uger)                | 780.591   |
| 25. januar 2017 | Thumbnail サムネイル                                                           | 1 (… uger)                 | 695.063   |
| 24. januar 2018 | Bokutachi wa, Anohi no Yoake wo Shitteiru 僕たちは、あの日の夜明けを知っている | 1 (… uger)                 | 611.056   |

### Kompilationer
| Udgivet           | Titel                                                                         | Hitlisteplacering (Oricon) | Salg    |
| ----------------- | ----------------------------------------------------------------------------- | -------------------------- | ------- |
| 01. januar 2008   | Set List: Greatest Songs 2006-2007 SET LIST～グレイテストソングス 2006-2007～ | 29 (47 uger)               | 100.557 |
| 07. april 2010    | Kamikyoku-tachi 神曲たち                                                      | 1 (126 uger)               | 441.328 |
| 14. juli 2010     | Set List: Greatest Songs Kanzenban SET LIST～グレイテストソングス～完全盤;    | 2 (86 uger)                | 270.619 |
| 18. november 2015 | 0 to 1 no Aida 0と1の間                                                       | 1 (30 uger)                | 714.022 |

### Singles
| Udgivet            | Titel | Hitlisteplacering (Oricon) | Salg      |
| ------------------ | --- | -------------------------- | --------- |
| 01. februar 2006   | Sakura no Hanabira-tachi 桜の花びらたち | 10 (8 uger)                | 46.000    |
| 07. juni 2006      | Skirt, Hirari スカート、ひらり | 13 (6 uger)                | 20.609    |
| 25. oktober 2006   | Aitakatta 会いたかった | 13 (65 uger)               | 25.544    |
| 31. januar 2007    | Seifuku ga Jama o Suru 制服が邪魔をする | 7 (5 uger)                 | 22.000    |
| 18. april 2007     | Keibetsu Shiteita Aijou 軽蔑していた愛情 | 8 (4 uger)                 | 22.671    |
| 18. juli 2007      | Bingo! | 6 (5 uger)                 | 26.000    |
| 08. august 2007    | Boku no Taiyou 僕の太陽 | 6 (4 uger)                 | 29.000    |
| 31. oktober 2007   | Yuuhi wo Miteiru ka? 夕陽を見ているか? | 10 (3 uger)                | 18.429    |
| 23. januar 2008    | Romance, Irane ロマンス、イラネ | 6 (5 uger)                 | 23.000    |
| 27. februar 2008   | Sakura no Hanabira-tachi 2008 桜の花びらたち2008 | 10 (5 uger)                | 25.000    |
| 22. oktober 2008   | Oogoe Diamond 大声ダイヤモンド | 3 (78 uger)                | 97.000    |
| 04. marts 2009     | 10-nen Zakura 10年桜 | 3 (61 uger)                | 125.000   |
| 24. juni 2009      | Namida Surprise! 涙サプライズ! | 2 (72 uger)                | 169.000   |
| 26. august 2009    | Iiwake Maybe 言い訳Maybe | 2 (78 uger)                | 146.000   |
| 21. oktober 2009   | River | 1 (79 uger)                | 261.000   |
| 17. februar 2010   | Sakura no Shiori 桜の栞 | 1 (65 uger)                | 390.957   |
| 26. maj 2010       | Ponytail to Shushu ポニーテールとシュシュ | 1 (86 uger)                | 659.959   |
| 18. august 2010    | Heavy Rotation ヘビーローテーション | 1 (123 uger)               | 713.275   |
| 27. oktober 2010   | Beginner | 1 (52 uger)                | 954.283   |
| 08. december 2010  | Chance no Junban チャンスの順番 | 1 (27 uger)                | 596.769   |
| 16. februar 2011   | Sakura no Ki ni Narou 桜の木になろう | 1 (31 uger)                | 1.079.460 |
| 25. maj 2011       | Everyday, Katyusha Everyday、カチューシャ | 1 (59 uger)                | 1.586.840 |
| 24. august 2011    | Flying Get | 1 (57 uger)                | 1.587.229 |
| 26. oktober 2011   | Kaze wa Fuiteiru 風は吹いている | 1 (28 uger)                | 1.418.888 |
| 0 7. december 2011 | Ue kara Mariko 上からマリコ | 1 (24 uger)                | 1.304.903 |
| 15. februar 2012   | Give Me Five! | 1 (23 uger)                | 1.436.519 |
| 25. maj 2012       | Manatsu no Sounds Good! 真夏のSounds Good! | 1 (29 uger)                | 1.820.056 |
| 29. august 2012    | Gingham Check ギンガムチェック | 1 (30 uger)                | 1.303.407 |
| 31. oktober 2012   | UZA | 1 (28 uger)                | 1.215.079 |
| 05. december 2012  | Eien Pressure 永遠プレッシャー | 1 (31 uger)                | 1.206.869 |
| 20. februar 2013   | So Long! | 1 (25 uger)                | 1.132.853 |
| 22. maj 2013       | Sayonara Crawl さよならクロール | 1 (27 uger)                | 1.955.162 |
| 21. august 2013    | Koi Suru Fortune Cookie 恋するフォーチュンクッキー | 1 (75 uger)                | 1.479.036 |
| 30. oktober 2013   | Heart Ereki ハート・エレキ | 1 \| 1 (37 uger)           | 1.260.792 |
| 11. december 2013  | Suzukake no Ki no Michi de 'Kimi no Hohoemi o Yume ni Miru' to Itte Shimattara Bokutachi no Kankei wa Dou Kawatte Shimau no ka, Bokunari ni Nan-nichi ka Kangaeta Ue de no Yaya Kihazukashii Ketsuron no You na Mono 鈴懸の木の道で「君の微笑みを夢に見る」と言ってしまったら僕たちの関係はどう変わってしまうのか、僕なりに何日か考えた上でのやや気恥ずかしい結論のようなもの | 1 (22 uger)                | 1.086.491 |
| 26. februar 2014   | Maeshika mukanee 前しか向かねえ | 1 (22 uger)                | 1.153.906 |
| 21. maj 2014       | Labrador Retriever ラブラドール・レトリバー | 1 (28 uger)                | 1.786.825 |
| 27. august 2014    | Kokoro no Placard 心のプラカード | 1 \| 1 (26 uger)           | 1.058.059 |
| 26. november 2014  | Kibouteki Refrain 希望的リフレイン | 1 \| 1 (24 uger)           | 1.156.706 |
| 4. marts 2015      | Green Flash | 1 (23 uger)                | 1.045.492 |
| 20. maj 2015       | Bokutachi wa Tatakawanai 僕たちは戦わない | 1 (19 uger)                | 1.783.000 |
| 26. august 2015    | Halloween Night ハロウィンナイト | 1 (23 uger)                | 1.331.000 |
| 9. december 2015   | Kuchibiru ni Be My Baby 唇にBe My Baby | 1 (33 uger)                | 1.086.000 |
| 9. marts 2016      | Kimi wa Melody 君はメロディー | 1 (23 uger)                | 1.470.000 |
| 1. juni 2016       | Tsubasa wa Iranai 翼はいらない | 1 (12 uger)                | 2.499.000 |
| 31. august 2016    | LOVE TRIP / Shiawase wo Wakenasai LOVE TRIP / しあわせを分けなさい | 1 (26 uger)                | 1.412.000 |
| 16. november 2016  | High Tension ハイテンション (曲) | 1 (35 uger)                | 1.469.000 |
| 21. december 2016  | Shoot Sign シュートサイン | 1                          | 1.353.000 |
| 31. maj 2017       | Negaigoto no Mochigusare 願いごとの持ち腐れ | 1                          | 2.649.000 |
| 30. august 2017    | #sukinanda ＃好きなんだ | 1                          | 1.453.000 |
| 22. november 2017  | 11gatsu no Anklet 11月のアンクレット | 1                          | 1.533.000 |
| 14. marts 2018     | Jabaja ジャーバージャ | 1                          | 1.254.000 |
| 30. maj 2018       | Teacher Teacher ティーチャー・ティーチャー | 1                          | TBA       |

## Selvstændige grupper
- Chocolove from AKB48 (april til december 2007): Rina Nakanishi, Sayaka Akimoto, Sae Miyazawa.
- No3b (udtales No Sleeves) (siden september 2008): Haruna Kojima, Minami Takahashi, Minami Minegishi.
- Watarirouka Hashiritai (渡り廊下走り隊) → Watarirouka Hashiritai 7 (oktober 2008 - februar 2014): Haruka Nakagawa, Ayaka Kikuchi, Aika Oota, Mayu Watanabe, Natsumi Hirajima (til 2012), Mika Komori (siden 2011), Misaki Iwasa (siden 2011).
- French Kiss (フレンチ・キス) (juni 2010 - november 2015): Yuki Kashiwagi, Asuka Kuramochi, Aki Takajou.
- Not Yet (siden januar 2011): Yuuko Ooshima, Rie Kitahara, Rino Sashihara, Yui Yokoyama.
- Diva (april 2011 - 2014): Sayaka Akimoto, Yuka Masuda, Sae Miyazawa, Ayaka Umeda; Dansere: Satoko Kasuya, Yuuki Futami, Atsuko Furukawa, Ramu Fukuno, Ayaka Yamagami, Yuina Inoue.
- No Name (april 2012 - 2013): Mayu Watanabe, Amina Satou, Haruka Ishida, Sumire Satou, Sayaka Nakaya, Karen Iwata, Kumi Yagami, Sawako Hata, Mao Mita
- Tentoumu Chu! (siden juli 2013): Mako Kojima, Miki Nishino, Nana Okada, Ryoha Kitagawa (SKE48), Nagisa Shibuya (NMB48), Meru Tashima (HKT48), Mio Tomonaga (HKT48)
- Dendenmu Chu! (siden maj 2015): Nana Owada, Mion Mukaichi, Saya Kawamoto, Yuiri Murayama, Megu Taneguchi, Miku Tanaka (HKT48), Nako Yabuki (HKT & IZONE)

## Filmografi

### Dokumentar
- DOCUMENTARY of AKB48 to be continued "10 Nengo, Shoujo Tachi wa Ima no Jibun ni Nani o Omou Nodarou?" (2011)
- DOCUMENTARY of AKB48 Show must go on Shoujo-tachi wa Kizutsuki Nagara, Yume wo Miru (2012)
- DOCUMENTARY of AKB48 No flower without rain Shoujo Tachi wa Namida no Ato ni Nani wo Miru? (2013)
- DOCUMENTARY of AKB48 The Time Has Come (2014)
- DOCUMENTARY of AKB48 Sonzai suru Riyuu (2016)

### Dramaer
- Majisuka Gakuen (マジすか学園) (2010)
- Majisuka Gakuen 2 (マジすか学園2) (2011)
- Majisuka Gakuen 3 (マジすか学園3) (2012)
- Sakura Kara no Tegami: AKB48 Sorezore no Sotsugyo Monogatari(桜からの手紙 〜AKB48 それぞれの卒業物語〜)(2011)
- Shiritsu Bakaleya Koukou (私立バカレア高校) (2012)
- So long! (2013)
- Fortune Cookies (2013)
- Sailor Zombie (セーラーゾンビ) (2014)
- Majisuka Gakuen 4 (マジすか学園4) (2015)
- Majisuka Gakuen 5 (マジすか学園5) (2015)
- Crow's Blood (2016)[38]
- Cabasuka Gakuen (キャバすか学園) (2016)
- Tofu Pro Wrestling (豆腐プロレス) (2017)
- Majimuri Gakuen (マジムリ学園) (2018)

### Anime
- AKB0048 (2012-2013)